# Destination New-York
Destination New-York, d'Hergé, est le deuxième album de la série de bande dessinée Jo, Zette et Jocko et suite du Testament de M. Pump. Les planches ont été prépubliées du 8 mai 1938 au 12 février 1939 dans les pages de Cœurs vaillants, et du 26 janvier 1939 au 9 novembre 1939 dans les pages du Le Petit Vingtième. L’album est paru en 1952.

## L'histoire

### Résumé
Le récit se poursuit au point où l’avait laissé Le Testament de M. Pump. Le Stratonef H. 22 étant à court de carburant, les jeunes aviateurs se posent sur une île tropicale où seul le représentant de l'état français y réside. Bénéficiant de l'échouement sur l'île de plusieurs tonneaux provenant d'un naufrage et contenant de l'essence, ils peuvent ravitailler pour entamer leur voyage de retour vers l'Europe. Mais la chance ne leur sourit pas complètement et, en raison d'une navigation hasardeuse, ils se retrouvent en plein Arctique, où l'avion se pose rudement sur une surface glacée et accidentée et y brise son train d'atterrissage et son hélice. Recueillis par un groupe de nomades esquimaux, Jo et Zette font ensuite la connaissance de l’ethnologue suédois, le professeur Nielsen. Entre-temps, Jocko se retrouve esseulé sur un iceberg dérivant, avant d'être repêché par un paquebot à destination de New-York où il est reconnu par un enfant passager.
Le professeur Nielsen contacte immédiatement Reykjavik puis Paris où il informe M. Legrand de la situation. Celui-ci embarque aussitôt à bord d'un avion chargé de pièces de rechanges. Avertis par la presse, les frères Stockrise demandent au contremaître Varèse, travaillant à la SAFCA de saboter l'avion de secours, qui disparaît au large de l’Écosse. Le professeur Nielsen aide alors Jo et Zette à réparer le Stratonef, puis ceux-ci décollent jusqu'à atteindre la station balnéaire de Dunes-les-Bains. Ils téléphonent à Mme Legrand qui les informe que M. Legrand a été retrouvé par un chalutier et cherche à les rejoindre. Également informé Werner (l'ancien pilote d'essai de la SAFCA) et Brooke essayent durant la nuit d'incendier l'appareil. Mais Jo et M. Legrand les surprennent et sauvent l'avion.
Une semaine plus tard, l'avion est réparé et M. Legrand et son pilote s’apprêtent à décoller pour tenter la traversée de l'Atlantique, trois jours avant la date limite. Mais quelques minutes avant le départ, ils sont drogués par Werner et tombent inconscients. Le matin du dernier jour Jo et Zette décident de tenter la traversée par eux-mêmes. Averti en catastrophe, Werner est victime d'un grave accident d'automobile au moment où il s'apprêtait à empêcher les deux jeunes aviateurs de décoller à bord de l'engin. Sur son lit d’hôpital, il confesse à Mme Legrand son implication dans l'affaire ainsi que celle des frères William et Fred Stockrise qui ont tout orchestré pour toucher la somme promise par M. Pump, elle lui pardonne. La police interpelle aussitôt William Stockrise et son complice Charlie Brooke.
À la fin de sa traversée Paris–New-York, le Stratonef est accueilli par des chasseurs de l'US Army Air Corps, qui le guident jusqu'à l'aérodrome de Springfield. Tentant le tout pour le tout, Fred Stockrise soudoie un cascadeur pour rentrer en collision avec le Stratonef avant son atterrissage. Tentative heureusement sans succès, car le pilote manque sa cible et s'écrase non loin de la base de Springfield. Après un atterrissage un peu brutal, ils sont accueillis en triomphe par la foule, et par Jocko.
Dans une ultime tentative, Fred Stockrise joue sa dernière carte en fabriquant un faux document selon lequel le Stratonef ne serait pas parti de Paris, mais des Açores, où il aurait été secrètement amené par mer. Les deux enfants réussissent à déjouer la supercherie en révélant la vérité aux autorités américaines. Le journaliste Herbert Jones a en effet publié ce document (sans vérification des faits et sans avoir cherché à enquêter pour vérifier son authenticité). Par respect pour le principe de protection des sources d'information des journalistes, la police mène une contre-enquête pour en déterminer l'origine, avant de lui demander sous peine d'arrestation, de dénoncer son auteur. Le second frère Stockrise est ainsi arrêté. Alors que Jo et Zette sont libérés, ils le croisent et apprennent qu'il est l'auteur du faux document qui les accusait de supercherie, Jocko se jette aussitôt sur lui et est maîtrisé par les enfants après avoir puni Fred Stockrise à sa manière.
Les deux enfants-héros sont ensuite portés en triomphe lors d'une Ticker tape parade (Parade sur la 5° avenue de New-York sous une pluie de confettis et de serpentins constitués de rouleaux de téléscripteurs ) ,une cérémonie typiquement New-yorkaise, qui , dans les années 30, a souvent consacré la célébrité des aviateurs de grand raid (Linbergh ,Costes et Bellonte, Italo Balbo, Amelia Erhart ...etc) et plus tard les astronautes des missions Gemini et Apollo .
Après avoir été reçu par le maire de New York, les deux enfants rejoignent la France, à bord d'un paquebot cette fois, où ils sont accueillis par leurs parents et le président de la République. Avec l'argent du Prix, ils achètent une nouvelle roulotte aux romanichels (empruntée et détruite dans le premier album) ainsi qu'un nouvel avion au professeur Nielsen. Ce dernier en est très ému.

### Personnages principaux
- Jo Legrand
- Zette Legrand
- Jocko
- Jacques Werner
- William Stockrise
- Fred Stockrise
- M. Legrand
- Mme. Legrand

### Lieux visités
- Une petite île française proche de l'équateur au large de l'Afrique
- Reykjavík en Islande (l'avion a également survolé Dyrhólaey)
- Kirkwall dans les Orcades
- La station balnéaire de Dunes-les-Bains (en Normandie d'après le nom de l'hôtel de Werner), à 2h en voiture de Paris
- New York

## Fiche technique
- Type : Bande dessinée
- Scénario : Hergé
- Dessins : Hergé
- Éditeur : Casterman
- Lieux : Atlantique, Arctique, Islande, États-Unis, France
- Époque : 1939

## Parution

### Pré-publication
L'aventure Le Stratonef H. 22 est d'abord publiée dans l'hebdomadaire français Cœurs vaillants. L'histoire paraît en planches de format carré (présentées sur quatre strips) du 4 juillet 1937 au 12 février 1939. Les planches de l'album actuel débute à partir du 8 mai 1938.
Elle est également publiée en Belgique dans Le Petit Vingtième du 31 mars 1938 au 9 novembre 1939, sous forme de deux planches hebdomadaires (de trois strips chacune).

## Autour de l’album
Dans la première version, le personnage qui recueille Jo et Zette au Groenland (la Terre du Roi Guillaume) n'est pas le professeur Nielsen, un éthnologue suédois, mais le Père Francœur, un missionnaire français.
Hergé s'est également inspiré pour ses dessins d'avions contemporains à son époque :

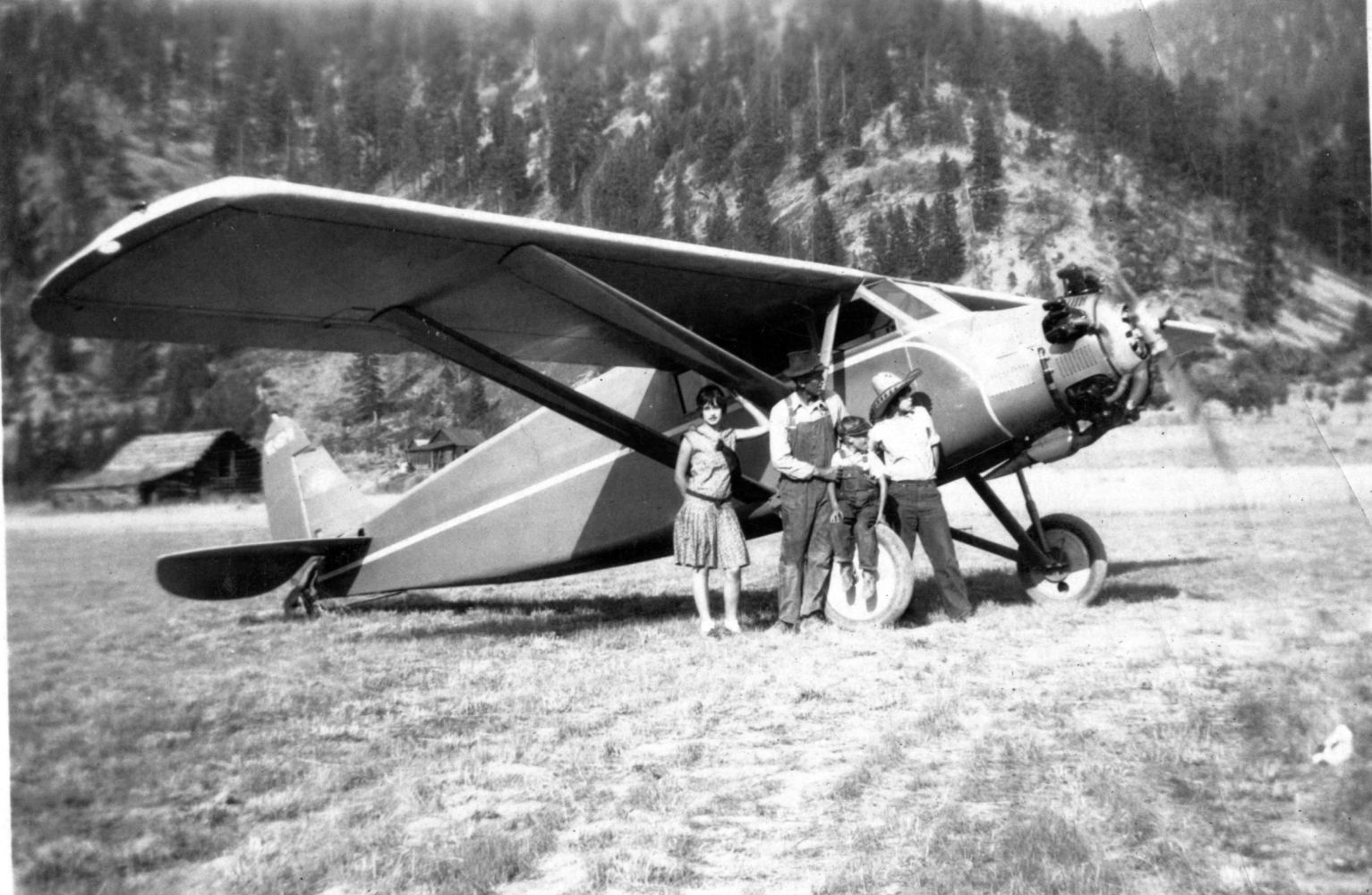
Un Stinson Junior (en), du professeur Nielsen
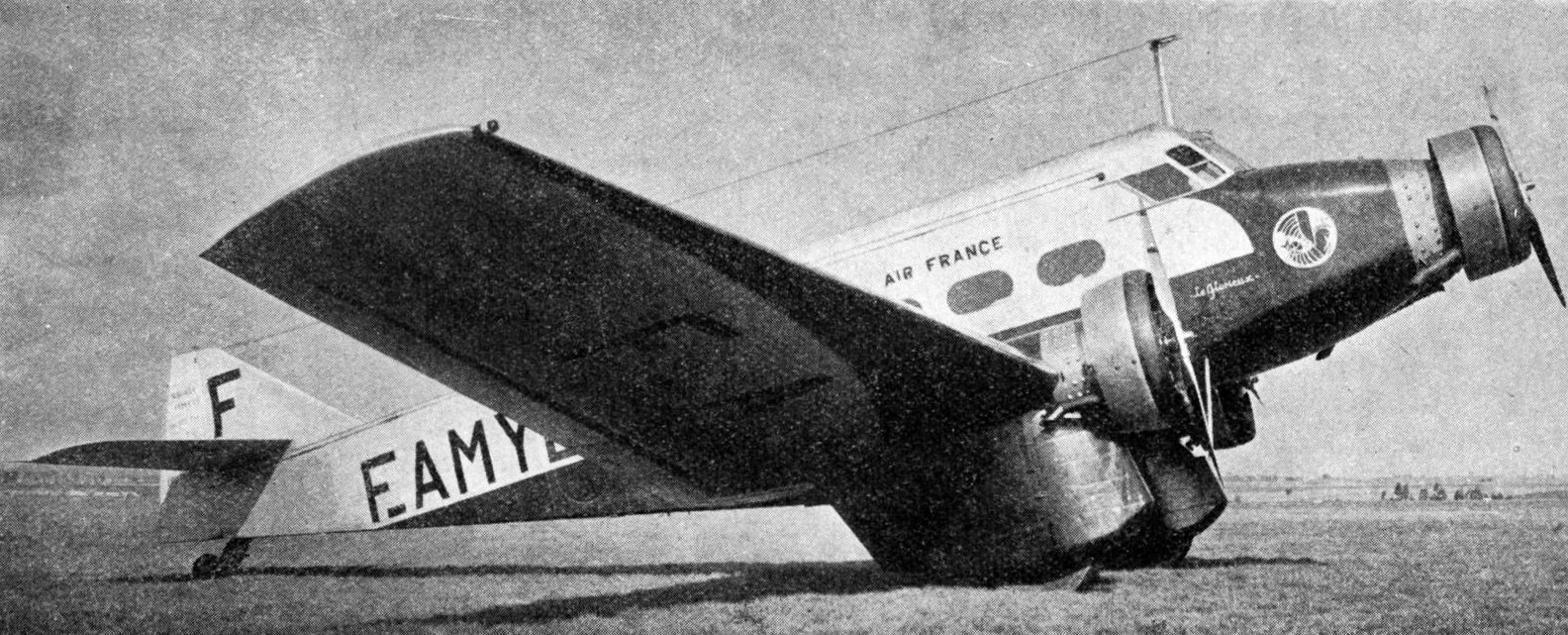
Un Wibault 283T, l'avion de secours
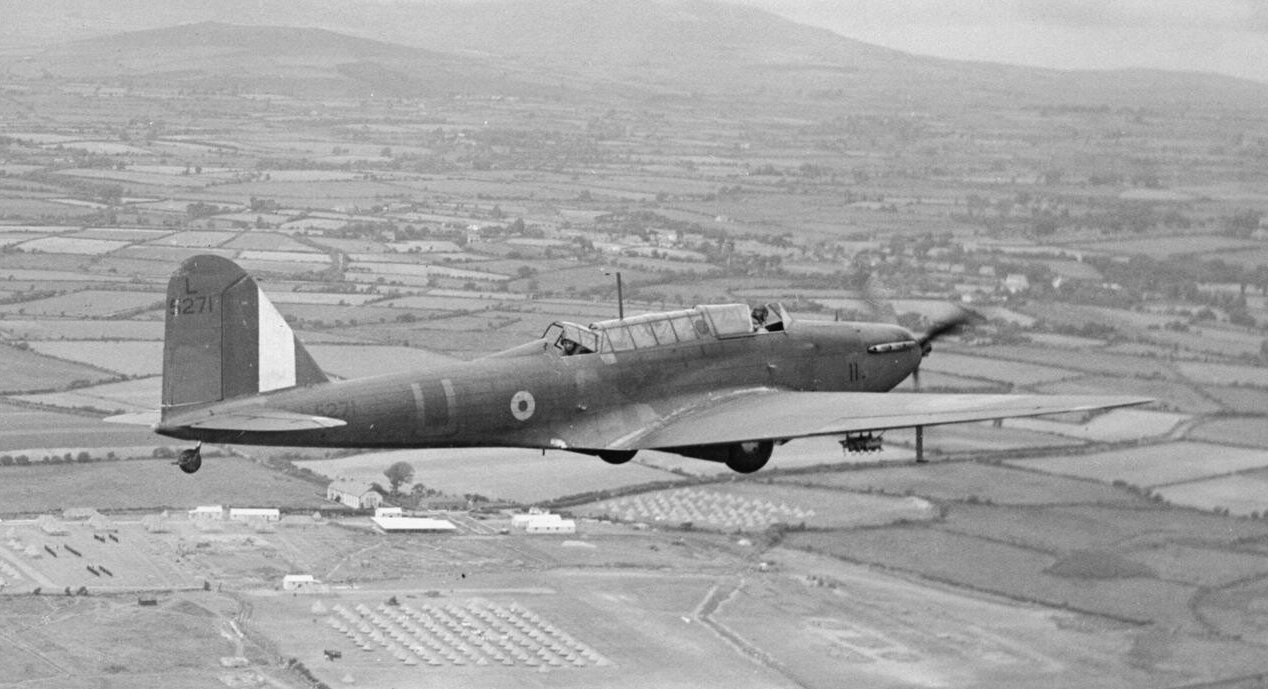
Un Fairey Battle, pour la chasse américaine
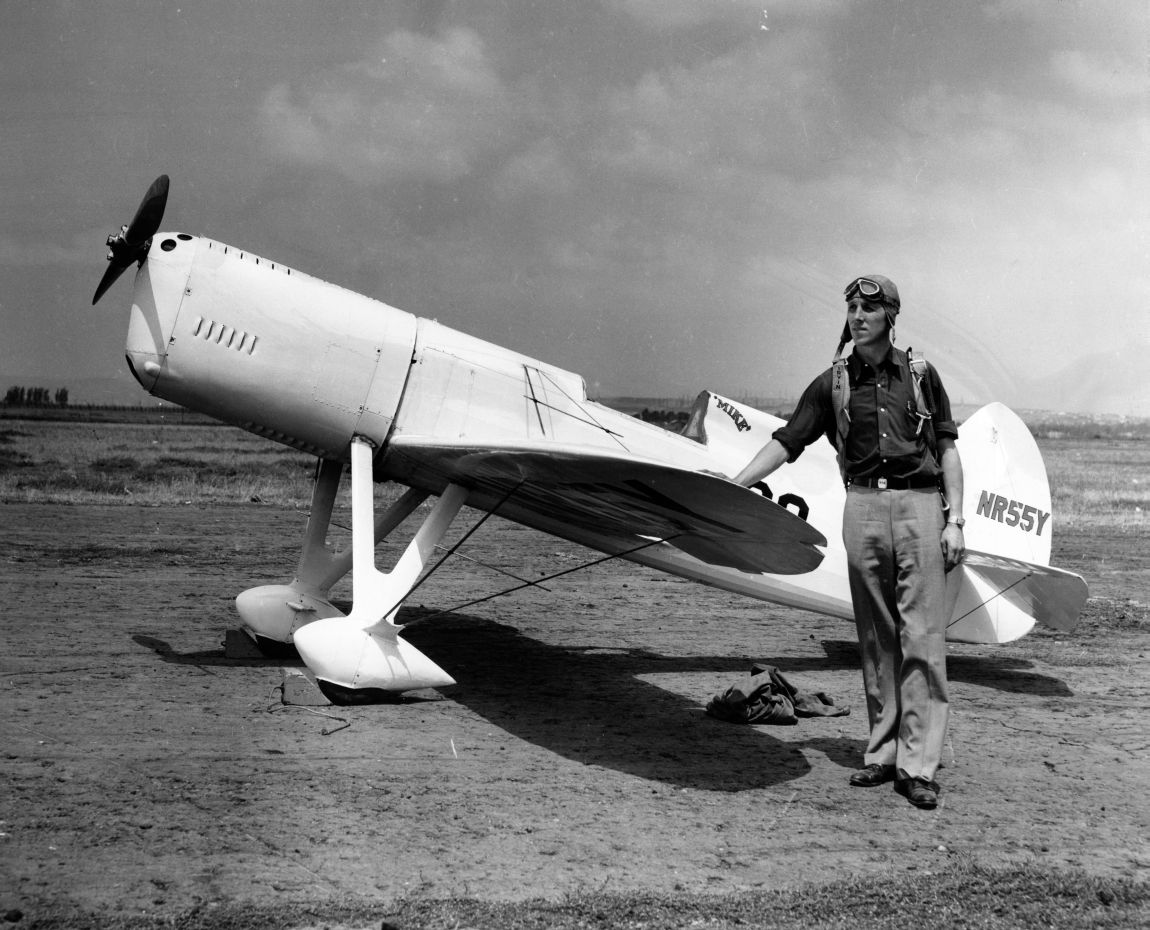
Un Howard DGA-4 (en), du cascadeur
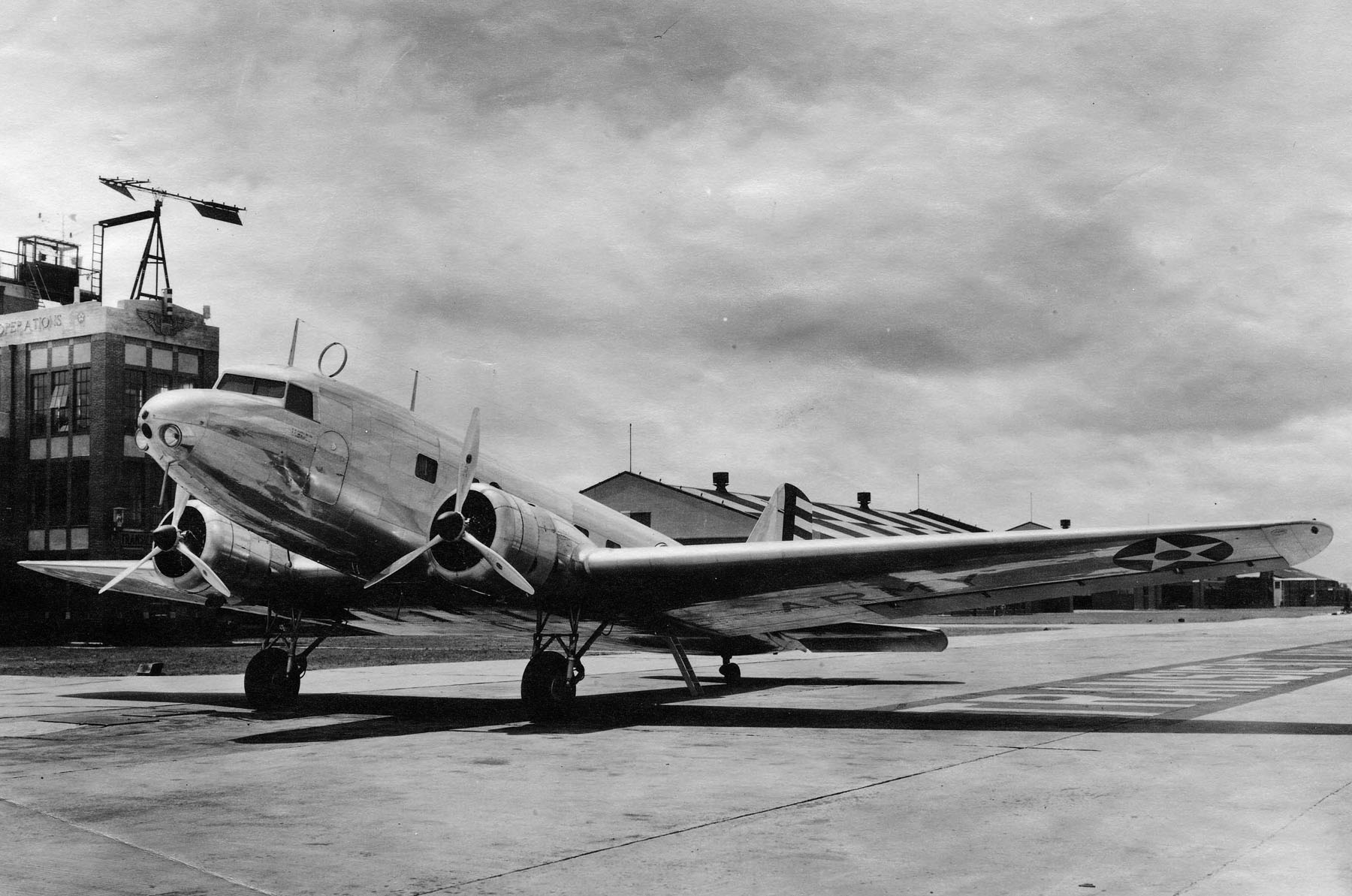
Un Douglas DC-2, offert au professeur Nielsen

Dans l'épilogue il est mentionné que les protagonistes rejoignent la France et Cherbourg à bord du Champlain. Quelques jours plus tard, ils sont reçus par le Président de la République française, qui au moment de la prépublication en 1939 correspondrait à Albert Lebrun.